# 克羅利縣 (科羅拉多州)
克羅利县（英語：Crowley County）是美國科羅拉多州東南部的一個縣。面積2,073平方公里。根據美國2000年人口普查，共有人口5,518人。縣治奧德韋（Ordway）。
成立於1911年5月29日。縣名紀念代表奧特羅縣的州議員約翰·H·克羅利（John H. Crowley）。